# Bondage Fairies (Band)
Bondage Fairies ist eine 2005 gegründete schwedische Band, die Alternative Rock und Punk mit den 8-Bit-Klängen des C64 verbindet. Der Name der Band wurde von einer pornografischen Manga-Reihe übernommen, wobei die Band dies bis heute in Interviews abstreitet.

## Geschichte
Elvis Creep und Deus Deceptor gründeten die Bondage Fairies 2005 in Stockholm. Noch im selben Jahr veröffentlichten die beiden ihre erste Single He-Man auf Vinyl. Am 20. Januar 2006 erschien ihr erstes Album What You Didn't Know When You Hired Me bei Lobotom Records. 2008 folgte die Single Garbage Indiebands auf Vinyl, die auch auf ihrem zweiten Album Cheap Italian Wine zu finden ist, welches am 8. September 2009 ebenfalls bei Lobotom Records veröffentlicht wurde.
Die dritte Single 1-0 erschien am 8. April 2011 bei Audiolith Records ausschließlich als MP3-Download und enthält neben zwei bis dahin unbekannten Liedern auch einen Remix von Der Tante Renate des Stücks nv4.dll und eine akustische Version von Forget the Image I Got a Heart. Zu dieser Single wurde außerdem in Hamburg das erste offizielle Musikvideo der Band gedreht. An den Aufnahmen erstmals beteiligt war der neue Schlagzeuger Drummer Boy; kurze Zeit später wurde ein viertes Mitglied, Bee Bee Prime, in die Band aufgenommen, welcher seither anstatt Elvis Creep Gitarre spielt. Nachdem am 23. Dezember 2011 eine weitere Single (Fantasy Outfit) auf SoundCloud veröffentlicht wurde, erschien das dritte Album mit dem Namen Bondage Fairies am 20. Januar 2012. Zuvor wurden in mehreren europäischen und amerikanischen Städten USB-Speichersticks als Dead Drops in Hauswänden deponiert, die ein Bild der jeweiligen Stadt enthielten. Damit konnte man auf der offiziellen Website der Band einen von 17 Teilen des neuen Stücks Morphine freischalten, das schließlich als Gratis-Download verfügbar war.
Unter anderem durch zahlreiche Liveauftritte, die durch eine etwas eigenwillige Bühnenshow gekennzeichnet sind, schuf sich die Band eine beachtliche Fanbasis, insbesondere in einigen osteuropäischen Ländern, aber auch in Deutschland und den USA. Die Bandmitglieder tragen auf Fotos und der Bühne selbstgefertigte Masken.
2014 fertigten die Bondage Fairies für die EP Große Augen für schlechte Aussichten des Duos Schafe & Wölfe aus Lemgo einen Remix zu deren Stück Revolution an.

## Stil

### Musik
Kennzeichen der Bondage Fairies sind schnelle Gitarrenriffs, unterlegt mit elektronisch erzeugten Melodien, die an den Klang des Soundchips von C64-Computern erinnern. Oft werden auch Sprachsamples eingesetzt. Mit der Ausnahme von Gay Wedding, welches fast vollständig ohne elektronische Elemente auskommt, wurde das Schlagzeug auf den ersten zwei Alben ausschließlich elektronisch erzeugt, während für das dritte Album das Schlagzeug größtenteils im Studio eingespielt wurde.

### Texte
Für die Texte zeigt sich Elvis Creep verantwortlich. Während es einige vor allem kürzere Stücke gänzlich ohne (gesungenen) Text gibt (I Eat Children, Aachen von Essen), behandeln viele der Texte sein Liebesleben (Forget the Image I Got a Heart, Morphine) und triviale Dinge (He-Man, nv4.dll). Vereinzelt werden aber auch politische Themen behandelt (Gay Wedding, Twenty Twelve), obwohl die Band von sich sagt, sie halte Musik und Politik lieber getrennt. Generell sind die Texte meist sehr kurz und lassen vieles offen, wenn sie nicht gar absichtlich völlig sinnfrei sind (Äppeltysken).

## Diskografie
- 2006: What You Didn't Know When You Hired Me (Lobotom Records)
- 2009: Cheap Italian Wine (Lobotom Records)
- 2012: Bondage Fairies (Audiolith Records)
- 2017: Alfa Gaga Cp Wifi (Audiolith Records)